# Stefan Hallberg (Sänger)
Stefan Hallberg (* 1948) ist ein deutscher Schlagersänger, Musiker und Buchautor.

## Leben
Hallberg begann seine Karriere als Schlagersänger in den 1970er Jahren. Er trat unter anderem im Talentschuppen auf und brachte 1975 seine erste Single auf den Markt. Daneben schloss er eine Schauspielausbildung ab.
1979 wurde Hallberg im deutschsprachigen Raum durch den Schlager Wer wird Deutscher Meister? HSV bekannt, einer Coverversion des Leif-Garrett-Hits I Was Made for Dancin’ von 1978, die sich auf den Fußballverein Hamburger SV bezog. Nachdem der HSV die Meisterschaft gewonnen hatte, änderte sich die Titelzeile in Wer ist Deutscher Meister? HSV. 
1980 trat Hallberg mit dem Lied Gib uns Zeit beim deutschen Vorentscheid zum Grand Prix Eurovision de la Chanson an und belegte den 11. Platz. 1983 gründete er seine eigene Plattenfirma Exxis Records und war hauptberuflich für diese tätig.  In den folgenden Jahren komponierte Hallberg Musikstücke, so z. B. 1985 für das Albumprojekt Time Machine (nach Die Zeitmaschine von H. G. Wells) und 1986 Der Schimmelreiter (nach Theodor Storms gleichnamiger Novelle). Mit Linda Morales brachte er 1984 als „Stefan & Linda“ das Stück Uns're Liebe lebt heraus.
Hallberg lebte bis 2001 in Argentinien. Seit 2005 arbeitet Hallberg auch als Buchautor. So erschienen 2007 der Gedichtband Tageslichter und 2010 die Erzählung Fluchtpunkt Buenos Aires.
Hallberg war mit der argentinischen Sängerin Linda Morales verheiratet.

## Diskografie
Singles und Alben
- 1974: Ich bin besessen von dir (Original: Sam Cooke – Another Saturday Night, 1963)
- 1975: Mandy (Original: Scott English – Brandy, 1971)
- 1975: Irgendwann war es Liebe (Original: Jean-Claude Borelly – Dolannes-Melodie, 1975)
- 1977: Hotel California (deutsche Version; Original: Eagles, 1976)
- 1977: Der letzte Zug fährt heute Nacht
- 1977: Das kann nur mir passiern (mit Liverpool Express; Original: Liverpool Express – So Here I Go Again, 1977)
- 1978: Hey, hey, du da
- 1979: Mandy (Original: Scott English – Brandy, 1971)
- 1979: Bring mich nicht um! (Original: Electric Light Orchestra – Don’t Bring Me Down, 1979)
- 1979: Wer ist Deutscher Meister? HSV (& die Westkurven-Fans; Original: Leif Garrett – I Was Made for Dancin’, 1978)
- 1980: Gib uns Zeit
- 1984: Uns’re Liebe lebt (als Stefan und Linda, mit Linda Morales)
- 1985: So wie du
- 1988: Der Schimmelreiter

## Belege
1. ↑  Coverinfo (Memento des Originals vom 14. September 2012 im Internet Archive)  Info: Der Archivlink wurde automatisch eingesetzt und noch nicht geprüft. Bitte prüfe Original- und Archivlink gemäß Anleitung und entferne dann diesen Hinweis.
2. 1 2  Linda Morales bei Discogs
3. ↑  Interview Stefan Hallberg »Ich war beileibe kein HSV-Fan«, .mopo.de, 31. Dezember 2005

| Personendaten    | Personendaten                                   |
| ---------------- | ----------------------------------------------- |
| NAME             | Hallberg, Stefan                                |
| KURZBESCHREIBUNG | deutscher Schlagersänger, Musiker und Buchautor |
| GEBURTSDATUM     | 1948                                            |